# Zhongxing-20A
Zhongxing-20A (auch Chinasat 20A oder ShenTong 1-02 genannt) ist ein chinesischer Kommunikationssatellit.
Er wurde am 24. November 2010 um 17:09 MEZ (25. November um 0:09 Ortszeit) mit einer Trägerrakete vom Typ Langer Marsch 3A vom Kosmodrom Xichang aus in eine geostationäre Umlaufbahn gebracht.
Der dreiachsenstabilisierte Satellit ist mit 4× Ku-Band und 8× C-Band Transpondern ausgerüstet und soll nach offizieller Mitteilung von seiner Position aus China mit Radio und Fernsehen versorgen. Er wurde auf Basis einer verbesserten Variante des DFH-3-Satellitenbusses der Chinesischen Akademie für Weltraumtechnologie gebaut und besitzt eine geplante Lebensdauer von acht Jahren. Weiterhin bietet Chinasat 20A eine gesicherte Sprach- und Datenkommunikation an.
Der Vorgängersatellit Chinasat 20 wurde am 14. November 2003 ebenfalls von einer Langer Marsch 3A von Xichang aus ins All gebracht. Der bei 103° Ost im geostationären Orbit stationierte Satellit soll von der chinesischen Volksbefreiungsarmee für sichere Sprach- und Datenverbindungen im Ku-Band verwendet worden sein. Inoffiziell wird angenommen, dass Chinasat 20A als Nachfolgesatellit für Chinasat 20 eingesetzt werden soll.